# Le Premier Fulgur
Le Premier Fulgur (titre original : First Lensman) est un roman de science-fiction de l'écrivain américain Edward Elmer Smith paru en 1950. Ce roman est le dernier volume du Cycle du Fulgur dans l'ordre des publications, mais le second volet du cycle dans l'ordre de la narration.

## Édition française
- E. E. Doc Smith, Le Premier Fulgur, traduit de l'américain par Richard Chomet, Albin Michel, coll. « Science-fiction », n°16, 1973.